# Lois Jeans de Pont-Rouge
Die Lois Jeans de Pont-Rouge (englisch Pont-Rouge Lois Jeans) waren eine kanadische Eishockeymannschaft aus Pont-Rouge, Québec. Das Team spielte von 2008 bis 2010 in der Ligue Nord-Américaine de Hockey.

## Geschichte
Das Franchise der Radio X de Québec aus der Ligue Nord-Américaine de Hockey wurde 2008 von Québec City nach Pont-Rouge umgesiedelt und in Lois Jeans de Pont-Rouge umbenannt. In ihrer Premierenspielzeit, der Saison 2008/09, gewann die Mannschaft auf Anhieb die Coupe Futura. Die Saison 2009/10 musste der Club aufgrund finanzieller Probleme bereits nach 36 der 44 Spiele beenden. Daraufhin wurde das Franchise aufgelöst.         

## Team-Rekorde

### Karriererekorde
Spiele: 76  Jonathan Gauthier
Tore: 45  Sébastien Courcelles
Assists: 73  Steve Larouche
Punkte: 109  Steve Larouche
Strafminuten: 493  Curtis Tidball